# Shodokan Aikido
Shodokan Aikido (jap. 昭道館合気道 Shōdōkan Aikidō) lub Tomiki Aikido (jap. 富木合気道 Tomiki Aikidō) – styl aikido utworzony przez mistrza Kenji Tomiki (1900–1979).
Ta odmiana aikido jest niekiedy nazywana "sportowym aikido", ze względu na to, że jako jedyny styl obejmuje regularne zawody. Centrum ruchu znajduje się w zbudowanym przez Kenji Tomiki Shodokan Hombu Dojo (Shōdōkan Honbu Dōjō) w Osace. W porównaniu do innych stylów aikido, zdecydowanie więcej nacisku kładzie się na sparing w formie randori. Trening wymaga zachowania odpowiednich proporcji pomiędzy randori i kata.
W Shodokan Aikido występują dwie formy randori: toshu i tanto. Toshu randori to walka bez broni, w czasie której obaj ćwiczący powinni wykonywać i wzajemnie kontrować swoje techniki. W przypadku tanto randori jest wyznaczony atakujący (tanto) i broniący się (toshu). Atakujący używa ćwiczebnego noża, podczas gdy broniący się stara się wykonać rzut lub unieruchomienie za pomocą techniki aikido.